# Warren (Minnesota)
Warren è una città degli Stati Uniti d'America, situata in Minnesota, nella contea di Marshall, della quale è anche il capoluogo.